# Latastia taylori
Latastia taylori är en ödleart som beskrevs av  Parker 1942. Latastia taylori ingår i släktet Latastia och familjen lacertider.
Artens utbredningsområde är Somalia. Inga underarter finns listade i Catalogue of Life.